# یوکی کاتو
یوکی کاتو (ژاپنی: 加藤 有輝؛ زادهٔ ۲۰ سپتامبر ۱۹۹۷) یک بازیکن فوتبال اهل ژاپن است.
از باشگاه‌هایی که در آن بازی کرده‌است می‌توان به اشگاه فوتبال اومیا آردیجا اشاره کرد.